# Les Aventures et les Amours de Casanova
Pour plus de détails, voir Fiche technique et Distribution.
Les Aventures et les Amours de Casanova (Le avventure di Giacomo Casanova) est un film italien réalisé par Steno, sorti en 1955.

## Synopsis
En 1760 à Alcántara, alors que dans un petit village espagnol situé à la frontière française, les préparatifs d'une grande fête battent leur plein, Giacomo Casanova, sous le coup d'une arrestation par le tribunal de l'Inquisition, est arrêté et emprisonné. Ne pouvant empêcher les soldats chargés de sa garde de mettre la main sur son journal, ils commencent à leur lire le récit de ses aventures rocambolesques mêlant amours fugaces et histoires sentimentales vécues passionnément quelques années plus tôt, toujours au prix de risques énormes.
À Tivoli, il fut accueilli par une famille noble comme précepteur des enfants, au moment où le baron Costanzi se rendait à Rome pour aider sa tante Elisabetta souffrante. Casanova s'empresse de jongler avec la baronne Lucrezia, sa nièce Barbara, sa cousine Angelica et Bettina. Plus tard, après un passage rapide à Corfou, où il séduit les quinze femmes d'un émir, il arrive à Venise, où il gagne un pari avec Luisa di Chatillon. Il se retrouve cependant enfermé dans le Carcere dei Piombi mais s'en échappe le 31 octobre 1756.
Lors du mariage de Philippe et Fulvia, il se fait passer pour un parent de la mariée, dort dans la chambre du couple et grâce à un stratagème osé, reste seul à seul avec l'épouse. Ses nouvelles pérégrinations l'emmement ensuite dans un petit État allemand où il change son nom en Carlo Fineschi afin de se faire passer pour un moraliste. Cela lui attire alors la sympathie des autorités locales qui le nomment commissaire aux mœurs du ministère de la défense des costumes. Même dans cette nouvelle fonction, Casanova ne peut s'empécher de séduire toutes les femmes qu'il rencontre mais lorsqu'il parvient à conquérir la femme d'un personnage important, son double jeu est découvert et il est contraint de fuir à nouveau.
Profitant d'une halte dans une auberge ainsi que d'une distraction des soldats, il tente une approche romantique avec Dolores, la fille de l'hôtelier Tosillo, qui se trouve être fiancée au lieutenant Ramirez mais est contraint de reprendre la route sans parvenir à ses fins. Il échappe à ses geoliers et lorsqu'il arrive à la frontière française, au-delà de laquelle il sera en sécurité, il croise une jeune fille dans une calèche et décide de faire demi-tour malgré les avertissements de son valet, qui l'accompagne à contrecœur pour une nouvelle aventure amoureuse.

## Fiche technique
- Titre original : Le avventure di Giacomo Casanova
- Titre français : Les Aventures et les Amours de Casanova
- Réalisation : Steno, assisté de : Lucio Fulci
- Scénario : Steno, Emo Bistolfi, Gian Bistolfi, Sandro Continenza, Lucio Fulci, Mario Guerra et Carlo Romano
- Photographie : Mario Bava
- Montage : Giuliana Attenni
- Musique : Angelo Francesco Lavagnino
- Pays d'origine : Italie
- Format : Couleurs - 1,37:1 - Mono
- Genre : comédie
- Date de sortie : 1955

## Distribution
- Gabriele Ferzetti : Giacomo Casanova
- Corinne Calvet : Luisa di Charpillon
- Irene Galter : Dolores Tosillo
- Nadia Gray : Margherita Teresa von Kleinwert
- Mara Lane : Barbara
- Marina Vlady : Fulvia
- Carlo Campanini : Le Duc
- Anna Amendola : Geltrude von Klaudof
- Fulvia Franco : Bettina
- Arturo Bragaglia : Conte de Charpillon
- Nico Pepe : Bragadin
- Nerio Bernardi : L'inquisiteur
- Ursula Andress
- Giacomo Furia
- Mario Siletti